# Prix Velo
Der Prix Velo ist ein Preis der von Pro Velo Schweiz seit 2004 alternierend als «Prix Velo Infrastruktur» und als «Prix Velo Städte» verliehen wird. In der früheren Kategorie «Betriebe» wurden zuletzt 2013 Preisträger gekürt. Üblicherweise wir in jeder Kategorie ein Hauptpreis vergeben, daneben gibt es Anerkennungspreise ohne Preisgeld.
Der «Prix Velo Infrastruktur» ist mit 10'000 Franken dotiert. Der Preis wird unterstützt vom Bundesamt für Strassen (ASTRA), und VeloSuisse. Der Preis wird an Gemeinden sowie private Institutionen verliehen, die massgebliche infrastrukturelle Massnahmen zur Förderung des Veloverkehrs ergreifen. 2024 wurde erstmals ein Preis in der Unterkategorie «Information» verliehen. Daneben wurde die Unterkategorie «Planung und Anlagen» eingeführt. Diese Preise sind nun mit je 5'000 Franken dotiert.
Der «Prix Velo Betriebe» wurde an Betriebe verliehen, die die Benützung des Fahrrads durch die Mitarbeiter fördern.
Der «Prix Velostädte» wird in den Kategorien Gross-, Mittel- und Kleinstädte verliehen. Velofahrerinnen und Velofahrer bewerten mittels einer Umfrage ihre Gemeinde oder Stadt in den sechs Bereichen Wegnetz, Verkehrsklima, Sicherheit, Komfort, Abstellanlagen und Stellenwert des Velos.

## Preisträger

### Kategorie «Infrastruktur»

#### 2005
- Kanton Zug, Radstreckenplanung
- Stadt Biel/Bienne, Veloabstellanlagen
- Stadt Thun, Koordinierte Veloförderung
- Stadt Winterthur, «Velotour durch Winterthur»

#### 2007
- PostAuto Graubünden, flächendeckender Velotransport
- Stadt Chur, Veloparking Bahnhof Chur
- Stiftung Veloland Schweiz, Veloland Regional (heute SchweizMobil)

#### 2010
- Regionalplanungsgruppe Espace Solothurn, LOS!
- Stadt Burgdorf, Velohochstrasse Burgdorf
- Velopass (Lausanne), Koordination bikesharing Schweiz

#### 2012
- Tiefbauamt Kanton Basel-Stadt, Stückisteg beim Einkaufszentrum Stücki
- Tiefbauamt Kanton Graubünden, Veloweg Fideris – Dalvazza
- Stadt Biel/Bienne, bikesharing System Velospot

#### 2016
- Stadt Luzern, Velo-Offensive «Spurwechsel»
- Stadt Bulle, Velo-Aktionsplan
- Kanton Tessin, Veloverbindung «Vallemaggia»
- Stadt Bern, Velohauptroute Wankdorf
- Flims Laax Falera Management AG, touristisches Gesamtkonzept Langsamverkehr

#### 2020
- Stadt Bern, Velo-Offensive
- Kanton Freiburg, Langsamverkehrspasserelle Givisiez
- Renens und Prilly, Bahnunterführung «Le Trait d’Union»
- Chur und Trimmis, gemeindeübergreifende Radwegverbindung
- Stadt Genf, Zweirichtungs-Veloweg am Quai Gustave-Ador

#### 2024
Planung und Anlagen
- Stadt Lausanne, "Coronapisten"
- Stadt Winterthur, Veloroute Töss
- Stadt Freiburg, Radstreifen Boulevard de Pérolles
- Gemeinde Gland, gemeindeübergreifende Radwegverbindung
- Gemeinde Vully les Lacs, Zweirichtungs-Veloweg am Quai Gustave-Ador

Information
- Bewertungsplattform VelObserver
- Leitfaden GUIDE VELO
- Digitales Lehrmittel VeloLab
- Stadt Bern, Massnahmeprogramm "Kinder aufs Velo"

### Kategorie «Betriebe»

#### 2004
- Eawag (Eidgenössische Anstalt für Wasserversorgung, Abwasserreinigung und Gewässerschutz), Dübendorf
- Kantonsspital Luzern
- Psychiatrische Dienste Thurgau
- Spital Thun-Simmental
- Stadt Genf als Arbeitgeber

#### 2006
- INFICON AG, Balzers (Liechtenstein)
- Kantonsspital Baden
- Ernst Basler + Partner AG, Zürich
- Bundesamt für Sport, Magglingen

#### 2009
- Flughafen Genf
- FSASD Genève (Spitexorganisation), Genf
- Clariant Produkte AG, Muttenz
- Es wurden zudem vier Anerkennungspreise vergeben an: Psychiatriezentrum Münsingen, ETH Lausanne, Google Zürich und nach 2004 nochmals an Eawag.

#### 2011
- Blaser Architekten AG Basel
- Caliqua AG Basel
- Hôpitaux universitaires de Genève, Genf
- Anerkennungspreise gehen an: Kantonsspital Bruderholz, Monosuisse AG, Emmenbrücke, Pädagogische Hochschule Thurgau, Kreuzlingen, St. Claraspital AG, Basel, Zentrum für Langzeitpflege Schlössli Biel-Bienne AG

#### 2013
- REHAB Basel Basel
- Stucki Leadership-Teambuilding AG, Thun-Gwatt und Yverdon.

Anerkennungspreise gehen an Die Schweizerische Post, Hauptsitz Bern, die Stadt Lausanne und Stiftung Habitat, Basel.
Mit dem Spezialpreis ausgezeichnet wird vélocité Lausanne (Yverdon und Neuchâtel)

### Kategorie «Velostädte»

#### 2006
- Basel und Winterthur

#### 2010
- Burgdorf
- Winterthur
- Chur und Zug

#### 2014
- Burgdorf (Gesamtsiegerin) und Siegerin Kategorie Kleinstädte
- Chur Siegerin Kategorie Mittelstädte
- Winterthur Siegerin Kategorie Grossstädte

#### 2018
- Burgdorf (Gesamtsiegerin) und Siegerin Kategorie Kleinstädte
- Chur Siegerin Kategorie Mittelgrosse Städte
- Winterthur Siegerin Kategorie Grossstädte

#### 2021
- Burgdorf (Gesamtsiegerin) und Siegerin Kategorie Kleinstädte
- Köniz Siegerin Kategorie Mittelgrosse Städte
- Winterthur Siegerin Kategorie Grossstädte